# Ракитник сидячелистный
Ракитник сидячелистный (лат. Cytisophyllum sessilifolium) — вид растений из рода Cytisophyllum семейства бобовых (Fabaceae). Единственный вид рода Cytisophyllum. Русское название «ракитник» осталось от рода ракитник (Cytisus), так как изначально Карл Линей описал растение как вид этого рода, а русского названия для рода Cytisophyllum не обнародовано. 

## Ботаническое описание

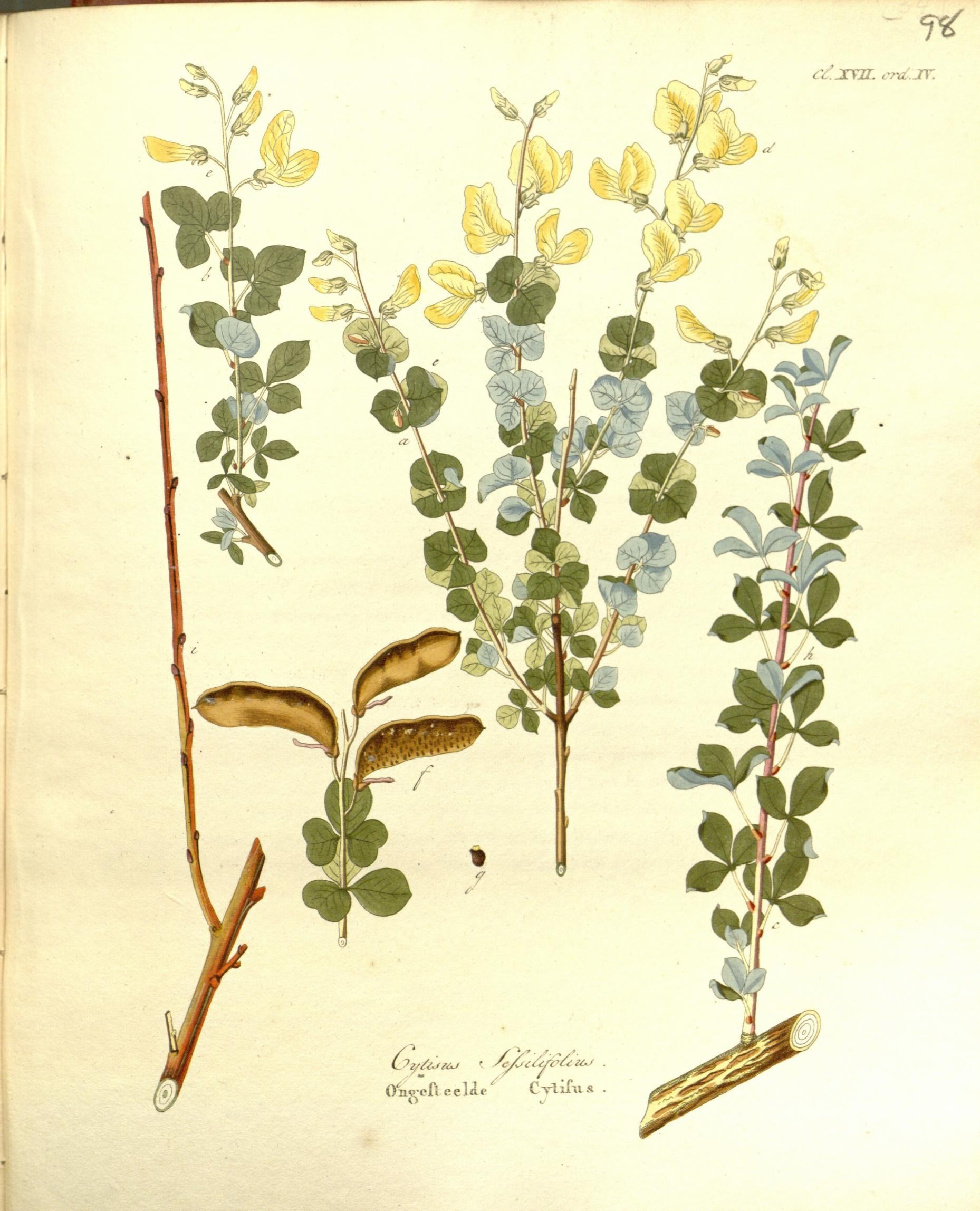
Ботаническая иллюстрация из книги Afbeeldingen der fraaiste, meest uitheemsche boomen en heesters

Сильно разветвлённый, полностью голый кустарник высотой от 50 до 150, редко до 200 см. Ветви текущего года вертикальные, тонкие, кора зелёная, слегка матовая.
Листья очерёдные, от бесстебельных до черешковых. Листовая пластинка тройчатораздельная. Матовые и цельные, почти бесстебельные листочки от яйцевидных до обратнояйцевидных или от округлых до ромбических с коротким заострённым или шиповидным верхним концом и шириной от 6 до 8 мм.
Период цветения в Северном полушарии длится с апреля по июль. Два-восемь, редко до двенадцати цветков находятся в конечном, относительно коротком, кистивидном соцветии. Короткие цветоножки едва превышают длину чашечки.
Гермафродитный цветок зигоморфный, пятилепестковый с двойным околоцветником. Перепончатая чашечка двугубая, длиной 5–6 мм. Золотисто-жёлтый венчик мотылькового типа. Семянка сильно изогнута кверху и несколько опушена с нижней стороны. 10 тычинок, сросшихся в нижней части, неравны: 5 короче и 5 длиннее. Пыльники более коротких и более длинных тычинок различны.
Плод — светло-серо-коричневый боб со стойкой чашечкой имеет длину 30–42 мм и ширину 8–12 мм; в нём содержится восемь-десять чёрных семян. Семена имеют маленький светло-окрашенный пестик.
Число хромосом 2n = 48 или 50.

## Распространение
Встречается в Испании, Франции и Италии. На юго-востоке Европы Cytisophyllum sessilifolium является неофитом.
В Южном Тироле растёт в Валларсе на высоте до 1260 м и в Западных Альпах на высоте до 1700 м над уровнем моря. Растёт на сухих, теплых склонах, особенно на известняке.

## Таксономия
Впервые вид был научно описан в 1753 году под названием (базионим) Cytisus sessilifolius Карлом Линнеем в Species Plantarum. Новое название Cytisophyllum sessilifolium (L.) O.Lang было опубликовано в 1843 году Отто Фридрихом Лангом.

### Синонимы
По данным GBIF на март 2025 года в синонимику вида Cytisophyllum sessilifolium (L.) O.Lang входят следующие названия:
- ≡ Cytisus glaber Bubani, 1899
- ≡ Cytisus lobelii Tausch
- ≡ Cytisus sessilibus Mill., 1768
- ≡ Cytisus sessilifolius L.basionym
- ≡ Cytisus sessilifolius f. leucanthus (Jacob-Makoy) Zabel
- ≡ Cytisus sessilifolius var. leucanthus Jacob-Makoy
- ≡ Cytisus sessilis Mill.
- ≡ Genista sessilifolia (L.) E.H.L.Krause
- ≡ Genista tabernaemontani Scheele
- ≡ Laburnum sessilifolium (L.) J.Presl
- ≡ Lembotropis sessilifolia (L.) K.Koch
- ≡ Phyllocytisus sessilifolius (L.) Fourr.
- ≡ Spartium sessilifolium (L.) Cav.
- ≡ Spartocytisus sessilifolius (L.) Webb & Berthel.
- ≡ Spartotamnus sessilifolius (L.) C.Presl